# CRスーパー海物語 IN 沖縄3
『CRスーパー海物語 IN 沖縄3』（シーアールスーパーうみものがたり・イン・おきなわ・スリー、英: Super Sea Story In Okinawa 3）は、2013年7月8日に三洋物産から発売されたデジパチタイプのパチンコ。

## 機種一覧
| 名称                                            | 発売          |
| ----------------------------------------------- | ------------- |
| CRスーパー海物語 IN 沖縄3                       | 2013年7月8日  |
| CRAスーパー海物語 IN 沖縄3 遊パチ               | 2013年12月2日 |
| CRスーパー海物語 IN 沖縄3 桜バージョン マックス | 2014年4月7日  |
| CRスーパー海物語 IN 沖縄3 桜バージョン ライト   | 2014年4月7日  |

## 概要
『CRスーパー海物語 IN 沖縄2』の後継機。新演出としてリアルタイムクロック機能を用いたスペシャル魚群タイムが搭載された。カレンダー機能も搭載されており、時期によってマリンの衣装や映像が変化する。アニメ版や『CR雪物語2』に登場したマリンの妹のウリンが海物語シリーズに初めて登場した。本機種で6代目ミスマリンちゃんがデビューした。本作より新たなシリーズ専用枠のイルミオ枠が登場した。
同年12月2日には遊パチタイプの『CRAスーパー海物語 IN 沖縄3 遊パチ』が発売された。ST中の専用モードとして、ウリンがメインとなるウリンモードが搭載された。本作では初代ミスワリンちゃんとミスウリンちゃんが登場する。
2014年4月7日にはロングST機の『CRスーパー海物語 IN 沖縄3』が発売された。マックス（399バージョン）とライト（199バージョン）の2種類が発売された。『CRスーパー海物語 IN 沖縄 桜バージョン』の後継機種であり、専用の演出のほとんどが継承されている。本作で新たに追加された桜の演出もいくつかある。

## 図柄
奇数図柄がSUPER LUCKY、偶数図柄がLUCKYと表示される。ミドルタイプでは、奇数図柄が確変大当たり、偶数図柄が通常大当たり（確変昇格の場合あり）となっている。遊パチタイプでは奇数図柄の方が時短回数が多い。桜バージョンでは奇数図柄の方がラウンド数が多い。
- 1. タコ
- 2. ハリセンボン
- 3. カメ
- 4. サメ
- 5. エビ
- 6. アンコウ
- 7. シュゴン
- 8. エンゼルフィッシュ
- 9. カニ
- 裏4. サメ

### 大当たり表示とラウンド数
| 型式 | GREAT LUCKY | SUPER LUCKY              | LUCKY                |
| ---- | ----------- | ------------------------ | -------------------- |
| HME  | -           | 16R確変                  | 16R通常              |
| ASB  | -           | 16R 4R（ST5回+時短45回） | 4R（ST5回+時短20回） |
| XMC  | 16R         | 12R                      | 5R                   |
| YSB  | 16R         | 8R                       | 4R                   |

## モード解説
海モード
シンプルなモード。
マリンモード
画面上にマリンが常に滞在するモード。マリンの仕草や表情やリーチ成立後のステップアップ予告が楽しめる。
沖縄モード
ミニキャラのステップアップ予告とボタンを使用する演出がメインのモード。
ウリンモード
遊パチタイプに搭載。ST中の特殊モード。
画面上にウリンが常に滞在するモード。ウリンのアクションや演出がメインとなっている。
カウントダウンモード
桜バージョンに搭載。ST中の特殊モード。
ST終了のカウントダウンが行われながら進むモード。スーパーリーチ発展時の押しボタン演出がメインとなっている。

## 予告演出
予告なし
リーチ成立直後に演出が起こらないこと。ノーマルリーチ発展濃厚となる。
泡予告
リーチ成立直後に画面下部から泡が発生する演出。スーパーリーチに発展する可能性がある。
大泡予告
海モード及びマリンモード専用演出。
リーチ成立直後に画面下部から通常よりも大きな泡が発生する演出。ノーマルリーチ発展濃厚となり、大当たりまたは半コマズレのハズレとなる（半コマズレ停止でも再始動する場合がある）。スーパーリーチに発展した場合は、法則崩れにより大当たり濃厚となる。
魚群予告
リーチ成立直後に画面右側から魚群が通過する演出。期待度が高い演出であり、スーパーリーチ発展濃厚となる。ノーマルリーチに発展した場合は、法則崩れにより大当たり濃厚となる。ミドルタイプの確変中に発生して大当たりした場合は確変大当たり濃厚となる。
ミニウリン群予告
遊パチタイプに搭載。ウリンモード専用演出。
リーチ成立直後に画面下部から上部に向かってミニウリン群が通過する演出。
滑り予告
下段図柄が効果音とともに半コマ進みあるいは半コマ戻ってリーチがかかる演出。
連続滑り予告
保留内で2回転続いて滑り予告が発生する演出。2回目の滑り予告が発生した時点でその変動での大当たりが濃厚となる。
ステップアップ予告
マリンモード専用演出。
リーチ成立時に3段階のステップが発生する演出。
ステップ1はリーチ成立直後に泡または大泡が発生する。ステップ1が発生しなかった場合または大泡の場合はノーマルリーチ濃厚となる。
ステップ2はステップ1の泡演出の直後にクラゲが発生する。ステップ2が発生した時点でスーパーリーチ発生濃厚となる。赤クラゲが発生した場合は大当たり濃厚となる。
ステップ3はスーパーリーチ発展時に画面タッチを促される。画面をタッチするとクラゲまたは魚群が出現する。魚群が出現すれば期待度が高くなる。赤いクラゲが出現すれば大当たり濃厚となる。
ウリン合流予告
マリンモード専用演出。
リーチ成立直前や成立時などにウリンがマリンに合流する演出。合流後はマリンと2人で扉を開けようとする。この時の扉の色や、扉が開いた際に出現したキャラクターによって期待度が変化する。
ミニキャラステップアップ予告
沖縄モード専用演出。
ミニキャラが出現するステップアップ演出。
ステップ1ではミニキャラが1人出現する。ミニキャラが応援状態に変化するとシーサーチャンス目煽り予告に発展する。
ステップ2ではミニキャラが3人出現して4人になる。
ステップ3はリーチ成立時に発生する場合があり、センターに出現して5人になる。センターにエイサー娘が登場するとスーパーリーチ発展濃厚となる。シーサー人形を持った花笠娘が登場するとシーサーリーチに発展する。めくれそうな着物を押さえた花笠娘が登場すると蝶々リーチに発展する。マリンが登場するとマリンちゃんリーチに発展する。ワリンだとバギーリーチに発展する。サムだとサム系プレミアムに発展する。ウリンだとスーパーリーチ発展濃厚となる。
ステップ4は、スーパーリーチ発展直前にミニキャラたちが手前にジャンプする。ステップ4まで発展した時点で期待度が高くなる。
マンボウ予告
沖縄モード専用演出。
リーチ成立直後に画面にマンボウが出現する演出。マンボウのアクションや種類によって期待度や発展先が変化する。ピンク色のマンボウが出現するとレッツマンボウ!に発展する。
マンボウアゲイン予告
沖縄モード専用演出。本作から搭載された新規演出。
マンボウ予告が発生した際に、マンボウが画面左側に姿を消した後にウリンがマンボウを画面内に押し戻す演出。マンボウが画面内に戻って来た際にボタンプッシュを促され、ボタンを押すとキャラクターが出現するかマンボウが変化する。演出によって期待度が変化する。
魚群レーダー予告
スペシャル魚群タイム専用演出。
画面に魚群レーダーが出現する演出。魚のヒット数が多いほど期待度が高くなる。
何が出るかな演出
遊パチタイプに搭載。ウリンモード専用演出。
リーチ成立時にスーパーリーチ発展時の演出が提示される演出。SP、連打、タッチ、チャージ、大チャンスのいずれかが表示される。
マンボウ変化予告
桜バージョンに搭載。カウントダウンモード専用演出。
リーチ成立時にマンボウが変化する演出。変化後のマンボウの姿によって期待度が変化する。

## 保留先読み予告
チャンス目前兆予告
チャンス目（同一図柄が非テンパイ形で液晶画面内に3つ停止）が停止する演出。連続するほど期待度が高くなる。3回連続で発生するとリーチ成立濃厚となる。本作より海モードで発生した場合はリーチ成立濃厚となる。
背景変化予告
変動中に背景に何かしらの変化が起こる予告。
海モードでは、海流が発生する、泡が湧き出る、陽の光が射すなどの演出が発生する。
マリンモードでは、泡が湧き出る、陽の光が射す、バブルリングが発生する、潮の流れが速くなる、マリンスノーが発生する、画面が揺れるなどの演出が発生する。
沖縄モードでは、ステージによって演出が変化する。花びら、ミツバチ、鳥、トンボ（万座毛と民家）、蝶（浜辺のみ）、ヤシの実（浜辺のみ）、マングース（民家のみ）は期待度が低い。カニはリーチ成立濃厚となる。小魚（浜辺と万座毛）と子猫（民家のみ）はリーチが成立した場合魚群出現濃厚となる。気球はスーパーリーチ発展濃厚となる。イルカは大当たりまたは半コマズレのハズレとなる。黒い影はリーチが成立した場合2ラウンド確変大当たり濃厚となる。クジラッキー雲は2ラウンド確変大当たりまたは奇数図柄での大当たりとなる。クジラと潜水艦は奇数図柄での大当たり濃厚となる。
背景キャラ通過予告
海モード及びマリンモード専用演出。
変動中にキャラクターが通過する演出。
海モードでは、タツノオトシゴ、クジラ、サム、スイミー、クジラッキー、クジラブリーが出現する。タツノオトシゴは期待度が低いが、その他は出現した時点で大当たり濃厚となる。
マリンモードでは、ハリセンボンまたは潜水艦が出現する。ハリセンボンは期待度が低いが、潜水艦は出現した時点で大当たり濃厚となる。
天候変化予告
沖縄モード専用演出。
変動中に天候が変化する演出。雨が降った場合または雷雲が発生した場合は、リーチ成立でスーパーリーチ発展濃厚となる。落雷が発生すると、リーチ成立でスーパーリーチ発展濃厚となる。
ステージチェンジ
沖縄モード専用演出。
一定回転数でステージが切り替わる演出。10回転以内に切り替わると期待度高くなる。浜辺、万座毛、民家の順番でステージが切り替わる。2回連続でステージが切り替わったり、ハイビスカスに移行すると大当たり濃厚となる。
サイレント疑似連
変動停止の際に、図柄の動きが止まらないまま次の変動に移行する演出。この演出が発生した際は保留が消化されない。
図柄停止予告
図柄が停止する際、不自然に滑って進んだり戻ったりして停止する演出。下段図柄の滑りまたは戻り、中段図柄滑りまたは戻り、上下段同時停止の3種類がある。図柄が滑って停止してチャンス目前兆予告が発生する場合もある。
停止順変化予告
通常は上段、下段、中段の順番で図柄が停止するが、それ以外の順番で停止する演出。
変動順変化予告
変動開始時の図柄の変動方向と変動順が通常とは異なる演出。
真珠貝演出
変動中に画面下の真珠貝が開き、中からアイコンが出現する演出。アイコンによって期待度が変化する。
ウリンチャージ
本作から搭載された新規演出。
変動中に画面下の真珠貝が開き、ウリンと電チューアイコンが出現し、電チュー入賞を促される演出。電チューに入賞させると次変動から電チュー消化が始まる。電チュー消化中は画面下にいるウリンのセリフによって期待度が変化する。ボタンプッシュを促される場合もあり、ボタンを押すとキャラクターが出現する。キャラクターによって期待度が変化する。
アングル予告
マリンモード専用演出。
変動中に画面のアングルが上下左右のいずれかに移動する演出。移動先にいるキャラクターがリーチ成立後に発生する演出を示している。
キャラ予告
アングルが右方向に移動すると発生する。
マリンの目の前にキャラクターが出現する演出。キャラクターによって期待度が変化する。
貝予告
アングルが右方向に移動すると発生する。
マリンの目の前に貝が出現する演出。リーチが成立すると貝が開き、中からアイテムやキャラクターが出現する。出現した物によって期待度が変化する。
待機魚群予告
アングルが右方向に移動すると発生する。
マリンの目の前に待機魚群が出現する演出。発生した時点でリーチ成立濃厚となり、スーパーリーチに発展すれば魚群発生濃厚となる。
海底洞窟予告
アングルが左方向に移動すると発生する。
マリンの目の前に海底洞窟の入り口が2つ出現する演出。リーチ成立時にマリンがどちらかの入り口に入る。洞窟の入り口の色や、洞窟に入った際に出現するキャラクターによって期待度が変化する。
宝箱予告
アングルが下方向に移動すると発生する。
マリンの目の前に宝箱が出現する演出。リーチ成立時にボタンプッシュが促される。ボタンを押すとマリンが宝箱を開け、中からアイテムやキャラクターが出現する。宝箱の色や中身によって期待度が変化する。
水上ジャンプ予告
マリンが上方向に向かって泳ぎ出すことで発生する。
マリンが水上へ飛び出し回転ジャンプをする演出。発生した時点で期待度が高い。
仕草予告
マリンモード専用演出。
変動中にマリンがさまざまな仕草をする演出。仕草によって期待度が変化する。
おいでおいで予告
マリンモード専用演出。
変動中にマリンの「おいでおいで」という掛け声とともにキャラクターが通過する演出。通過したキャラクターによって期待度が変化する。
魚影予告
マリンモード専用演出。
変動中に魚影が通過する演出。その変動でリーチが成立すればジンベイザメリーチに発展する。魚影が長い場合は期待度が高くなり、ジンベイザメリーチ発展濃厚となる。
仕草前兆予告
マリンモード専用演出。本作から搭載された新規演出。
仕草予告、おいでおいで予告、魚影予告のいずれかが変動をまたいで連続で発生し、マリンが「あれー」と言う演出。
クマノミ前兆予告
マリンモード専用演出。
変動中にクマノミがマリンの周辺に出現する演出。クマノミの数が増えるほど期待度が高くなる。
図柄ホールド予告
マリンモード専用演出。
変動中に図柄が泡に入ってホールド状態になる演出。演出が続くほど期待度が高くなる。ホールド状態の時にチャンス目前兆予告が発生するとリーチ成立濃厚となる。泡に魚群が映ると魚群出現濃厚となる。
加速前兆予告
マリンモード専用演出。本作から搭載された新規演出。
変動中にマリンが加速して泳ぎ出す演出。背景のエフェクトの色、加速中に通過または合流するキャラクターによって期待度が変化する。
乙姫予告
沖縄モード専用演出。
変動中に袋を持った乙姫が出現しボタンプッシュを促される演出。ボタンを押すと袋からアイテムが出てくる。袋の種類や中から出てくるアイテムによって期待度が変化する。図柄ナビが出てくる場合もあり、エフェクトの種類や図柄ナビの位置によって期待度が変化する。
レッツマンボウ!
沖縄モード専用演出。
ピンク色のマンボウが登場する保留先読み演出。チャンス目停止が連続するほど期待度が高くなる。演出中に滑り予告が発生した場合は大当たり濃厚となる。
ちょっぴりマンボウ予告
沖縄モード専用演出。
変動中にマンボウが少しだけ姿を現す演出。ボタン連打を促され、ボタンを連打するとマンボウが動き姿を現すかどうかを煽る。マンボウが完全に姿を現せばチャンス目前兆予告またはリーチ成立のどちらかが発生する。マンボウの目が炎目になっていると期待度が高くなる。
チビシーサー前兆予告
沖縄モード専用演出。
変動中にチビシーサーが通過する演出。シーサーが頭にハイビスカスを付けていると期待度が高くなる。
チビシーサー予告
沖縄モード専用演出。
変動中に2匹のチビシーサーが出現し、そのまま通過せず画面内で立ち止まり吠える演出。吠えた後にはチャンス目前兆予告、ミニキャラステップアップ予告、マンボウ予告のいずれかが発生する。
シーサーチャンス目煽り演出
沖縄モード専用演出。
中央リールに順目停止を煽る演出。図柄が停止する際にシーサーのエフェクトが発生する。順目が停止するとレッツシーサー!に発展する。
魚群シルエット予告
スペシャル魚群タイム専用演出。
チャンス目が停止した際に魚群のシルエットが出現する演出。シルエット数が多いほど期待度が高くなる。
マリンスノー予告
スペシャル魚群タイム（海中パレードver.）専用演出。
変動中の背景にマリンスノーが発生する演出。マリンスノーの色によって期待度が変化する。
ハイビスカス予告
遊パチタイプに搭載。ウリンモード専用演出。
画面の左右にあるハイビスカスが発光する演出。発光するとリーチ成立濃厚となる。
図柄あおり演出
遊パチタイプに搭載。ウリンモード専用演出。
ウリンがリーチラインを手で示す演出。ダブルリーチラインを示すとリーチ成立の期待度が高くなる。2回連続で同じリーチラインを示すとリーチ成立濃厚となる。
ミニウリンあおり演出
遊パチタイプに搭載。ウリンモード専用演出。
ミニウリンが下段図柄を押し出すまたは引っ張ってリーチ成立を煽る演出。ミニウリンの周囲に炎のエフェクトがあるとリーチ成立の期待度が高くなる。
図柄消灯
遊パチタイプに搭載。ウリンモード専用演出。
中段図柄停止直前に画面が一時的に暗転し再点灯をする演出。再点灯した際の停止出目によって期待度や発展先が変化する。
夜桜全回転あおり
桜バージョンに搭載。ST専用演出。
変動停止時にマリンのシルエットが出現し、夜桜全回転への発展を煽る演出。マリンが右腕を振り抜くと夜桜全回転に発展する。
夜桜背景予告
桜バージョンに搭載。ST専用演出。
変動中に夜桜の背景に変化する演出。連続して発生すると夜桜全回転発展の期待度が高くなる。
花びら予告
桜バージョンに搭載。カウントダウンモード専用演出。
残り回転数が書かれた桜の花びらが出現する演出。花びらの色によって期待度が変化する。
マンボウ予告
桜バージョンに搭載。カウントダウンモード専用演出。
変動中にマンボウが登場する演出。ベビーマンボウ、キッズマンボウ、普通のマンボウ、夜桜マンボウのいずれかが登場する。普通のマンボウの場合は期待度が高くなる。夜桜マンボウの場合は夜桜全回転に発展する。

## チャンスボタン演出
ブレーキアクション
リーチ後から図柄停止までの間にボタンを押すと変動中の中段図柄が反応しブレーキアクションをする。中段図柄の目が大きくなると期待度がやや高くなる。炎目になると期待度がさらに高くなり、ハート目になると奇数図柄での大当たり濃厚となる。
奇数昇格演出
偶数図柄で大当たりをした瞬間にボタンを押すと、奇数昇格演出が発生する場合のみ、その演出がミスマリンちゃん昇格演出（遊パチタイプはミスワリンちゃん&ミスウリンちゃん昇格演出）に変化し、大当たりラウンド中のBGMが条件を満たしていなくてもプレミアムソングが全曲開放となる。
図柄アクション予告
リーチが成立した際に画面をタッチすると図柄が動き、アイコンを表示させる演出。アイコンは星、エクスクラメーションマーク、音符、魚群、ハートの5種類があり、音符の場合はスーパーリーチ発展濃厚（ノーマルリーチに発展した場合は大当たりまたは半コマズレ）、魚群の場合は魚群出現濃厚、ハートの場合は大当たり濃厚となる。
裏タッチ演出
マリンちゃんリーチ、ワリンチャンス、バギーリーチが発生した際に画面をタッチすると出現する演出。
マリンちゃんリーチ発生の際にタッチすると、マリンが右手を振る、右手を速く振る、両手を振る、ピースサインのいずれかが発生する。右手を速く振った場合は期待度が高くなる。両手を振った場合とピースサインの場合は大当たり濃厚となる。
ワリンチャンス発生の際にタッチすると、ワリンが右手を振る、右手を速く振る、両手を振るのいずれかが発生する。右手を速く振った場合は期待度が高くなる。両手を振った場合は大当たり濃厚となる。
バギーリーチ発生の際にタッチすると、ワリンが手を振る、手を速く振る、ピースサインのいずれかが発生する。手を速く振った場合は期待度が高くなる。ピースサインをした場合は大当たり濃厚となる。

## リーチ演出
ノーマルリーチ
特に何も起こらないリーチ演出。期待度は低い。シングルリーチ及びダブルリーチのどちらからも発展する。通常時に半コマズレ停止をすると再始動が発生する可能性が高くなっている。ST中は期待度が高くなっており、大当たりまたは半コマズレのハズレとなる（半コマズレ停止でも再始動する場合がある）。
珊瑚礁リーチ
海モード専用演出。
シングルリーチから発展し、画面下部から珊瑚礁が出現する演出。珊瑚礁が通常より高いと期待度が高くなる。珊瑚礁が虹色に発光していると大当たり濃厚となる。
琉球珊瑚礁リーチ
マリンモード及びスペシャル魚群タイム（海中パレードver.）専用演出。
シングルリーチから発展し、画面下部から珊瑚礁が出現する演出。珊瑚礁の周囲が輝いていると期待度が高くなる。
シーサーリーチ
沖縄モード及びスペシャル魚群タイム（ハイビスカスver.）専用演出。
シングルリーチから発展し、画面下部からシーサー像が出現する演出。シーサーの口が開いていると期待度が高くなる。
黒潮リーチ
海モード専用演出。
シングルリーチから発展し、画面に黒潮が流れる演出。黒潮の中にマンタやウミガメがいると期待度が高くなる。クジラがいると大当たり濃厚となる。
美ら黒潮リーチ
マリンモード及びスペシャル魚群タイム（海中パレードver.）専用演出。
シングルリーチから発展し、画面に黒潮とマリンスノーが流れる演出。マリンスノーが赤く光ると期待度が高くなる。
蝶々リーチ
沖縄モード及びスペシャル魚群タイム（ハイビスカスver.）専用演出。
シングルリーチから発展し、画面左側から蝶々が出現する演出。赤色の蝶が通常より多いと期待度が高くなる。
マリンちゃんリーチ
ダブルリーチから発展し、画面上部からマリンが登場する演出。ステージによってマリンの衣装が異なる。期待度は予告により変化する。海モードでは、マリンの指の間隔が通常より狭いと期待度が高くなる。マリンモードでは、マリンのリボンが垂れていると期待度が高くなる。沖縄モードでは、マリンの着物に扇子が刺さっていると期待度が高くなる。
ウリンチャンス
本作から搭載された新規演出。
左上・右上・中央・左下・右下の順にハリセンボン・タコ・カメ・サメ・エビが停止すると必ず発生する。ウリンが登場し画面タッチを促される。画面をタッチしてハイビスカスフラッシュが発生すると奇数図柄大当たりとなる。
ジンベイザメリーチ
マリンモード専用演出。
スーパーリーチ発展時にジンベイザメが出現する演出。子供のジンベイザメがいると期待度が高くなる。
ワリンチャンス
マリンモード専用演出。
チャンス目（画面内に同じ図柄が3つ停止する）が停止すると発生する場合がある。ワリンが登場し、上下どちらかの図柄を移動させてリーチにする。ダブルリーチになった場合は原則魚群予告が発生する。ワリンが腕を前に突き出して応援していると期待度が高くなる。
バギーリーチ
沖縄モード専用演出。
ワリンがバギーに乗って出現する演出。通常より水しぶきが多い場合は期待度が高くなる。
押しボタン演出
沖縄モード専用演出。
スーパーリーチに発展した際に画面にボタンアイコンが出現し、ボタンプッシュを促される演出。押すと泡または魚群が出現する。
レッツシーサー!
沖縄モード専用演出。
シーサーチャンス目が停止すると発展する。シーサーの親子（パパシーサー、子 チビシーサー2匹）が登場し、パパシーサーが吠えて図柄揃いを煽る演出。パパシーサーの首に熱の文字があると期待度が高くなる。ママシーサーも一緒に登場すると大当たり濃厚となる。
ウリンちゃんリーチ
遊パチタイプに搭載。ウリンモード専用演出。
ウリンが図柄揃いを応援する演出。図柄は黒潮リーチと同じような動きをする。何が出るかな演出で示された演出が発生する場合もある。
連打
ボタン連打を促される演出。ボタンを連打してハイビスカスフラッシュが発生すると大当たりとなる。
タッチ
画面タッチを促される演出。画面をタッチしてハイビスカスフラッシュが発生すると大当たりとなる。
チャージ
ボタンチャージを促される演出。ボタンセンサーに手をかざすと画面に表示されているメーターの数値が溜まっていく。メーターが最大になった時にボタンプッシュが促され、ボタンを押してハイビスカスフラッシュが発生すると大当たりとなる。

## プレミアム演出
泡系プレミアム
泡予告に関するプレミアム演出。数種類存在する。
超泡
泡が途切れずに図柄が揃うまで出現し続ける演出。
クジラッキー泡
クジラッキーが入った泡が出現する演出。
レインボー泡
レインボー色の泡が出現する演出。
泡&魚群予告
泡予告が発生した直後に魚群予告が発生する演出。
泡割れ
泡予告が発生した直後に泡が割れる演出。
V字泡
Vの字をかたどった泡が出現する演出。
メガ泡
大泡よりさらに大きい泡が出現する演出。
クジラッキー&クジラブリー泡
クジラッキーが入った泡とクジラブリーが出現する演出。
ミスマリン泡
6代目ミスマリンちゃんが入った泡が出現する演出。
魚群系プレミアム
魚群予告に関するプレミアム演出。数種類存在する。
赤魚群
赤魚群（実際には赤色と紫色が混ざったような魚群）が出現する演出。後述のサム系プレミアムに発展する。
超魚群
魚群が途切れずに図柄が揃うまで出現し続ける演出。
逆魚群
画面左側から魚群が出現する演出。通常は画面右側から出現する。
スパイラル魚群
魚群がスパイラル状に流れる演出。
魚群&クジラッキー
魚群と一緒にクジラッキーが出現する演出。
前面魚群
魚群が図柄の前面を流れる演出。通常は図柄の後ろを流れる。
回転魚群
魚群が回転する演出。
ぎっしり魚群
画面の背景が見えなくなるほどの魚群が出現する演出。
魚群&リーチ図柄
魚群の最後尾にリーチ図柄が1体出現する演出。
クジラッキー群
魚群の代わりにクジラッキーの群れが出現する演出。
V字魚群
黄色の魚がV字になって出現する演出。
メガ魚群
巨大な魚の群れが出現する演出。
旧魚群
初代『海物語』に登場したドットの魚群が出現する演出。
スロー魚群
魚群が通常よりも遅い動きで流れる演出。
ミニ魚群
小さな魚の群れが出現する演出。
一時停止魚群
魚群が流れる際に一時停止する演出。
スペシャル魚群
スペシャル魚群タイム専用演出。
沖縄風の衣装を身にまとった魚群が出現する演出。
サム系プレミアム
各スーパーリーチ中にサムが出現すれば奇数図柄での大当たりが濃厚となる。遊パチタイプと桜バージョンでは16ラウンド大当たり濃厚となる。
マッスル珊瑚礁リーチ
海モード専用演出。
シングルリーチから発展する。珊瑚礁リーチが発生した際に、サムが画面下部から珊瑚礁を持ち上げて登場する。
マッスル琉球珊瑚礁リーチ
マリンモード専用演出。
シングルリーチから発展する。琉球珊瑚礁リーチが発生した際に、サムが画面下部から琉球珊瑚礁を持ち上げて登場する。
マッスルシーサーリーチ
沖縄モード専用演出。
シングルリーチから発展する。シーサーリーチが発生した際に、サムが画面下部からシーサー像を持ち上げて登場する。
ダイビングリーチ
海モード、マリンモード、スペシャル魚群タイム（海中パレードver.）専用演出。
シングルリーチから発展する。黒潮リーチ及び美ら黒潮リーチが発生した際に、画面右側からサムが泳いで登場する。
蝶々サムリーチ
沖縄モード専用演出。
シングルリーチから発展する。蝶々リーチが発生した際に、サムがエイサー太鼓を叩きながら登場する演出。
ポージングリーチ
ダブルリーチから発展し、マリンの代わりにサムが画面上部から登場する。
ジンベイザメサムリーチ
マリンモード専用演出。
ジンベイザメリーチが発生した際に、サムがジンベイザメの背中に掴まって登場する演出。
サムチャンス
マリンモード専用演出。
チャンス目（画面内に同じ図柄が3つ停止する）が停止すると発生する場合がある。通常はワリンチャンスに発展するが、ワリンの代わりにサムが登場する演出。
バギーサムリーチ
沖縄モード専用演出。
ワリンの代わりにサムがバギーに乗って出現する演出。
実写サム
スペシャル魚群タイム専用演出。
スペシャル魚群が出現した際にサムのボイスが流れる演出。図柄揃いの直後に実写のサムが出現する。
ミニサム群
遊パチタイプに搭載。ウリンモード専用演出。
ミニサムの群れが通過する演出。
枠外プレミアム
図柄が枠外で揃った場合、効果音の後に図柄が枠内に移動し大当たりとなる演出。必ず発生する訳ではない。
枠上プレミアム
中段図柄と下段図柄が同じ図柄で停止した際、全図柄が上方向に移動して図柄が揃った状態で戻る演出。
枠下プレミアム
中段図柄と上段図柄が同じ図柄で停止した際、全図柄が下方向に移動して図柄が揃った状態で戻る演出。
ボイスプレミアム
変動開始時などにマリン、ワリン、ウリン、サム、6代目ミスマリンちゃん（ミドルタイプと桜バージョンのみ）、初代ミスワリンちゃん&ミスウリンちゃん（遊パチタイプのみ）のいずれかのボイスが流れる演出。
クジラプレミアム
リーチ成立時、巨大なクジラが出現する演出。
最長突破当たり
ロングリーチから発展する。機種によって発展する演出が異なる。
ミドルタイプでは、ノーマルリーチ経由の場合はマリンが登場した後にパールフラッシュが発生し2ラウンド確変大当たりとなる。スーパーリーチ経由の場合はハイビスカスフラッシュが発生し2ラウンド確変大当たりとなる。その後は確変（沖海チャンス）に突入する。2ラウンド確変大当たりが報知された直後にハイビスカスフラッシュが発生し、16ラウンド確変大当たり（沖海ボーナス）に突入する場合もある。
遊パチタイプと桜バージョンでは、ハイビスカスフラッシュが発生し奇数図柄での大当たりとなる。
ボタンアイコン変化プレミアム
スーパーリーチ発展時に表示されるボタンアイコンがレインボーボタンに変化する演出。
ビタ止まり
リーチ成立中に中段の図柄が壁にぶつかったかのように停止して大当たりになる演出。
ミスマリンカットイン
ミドルタイプと桜バージョンに搭載。
リーチ成立直後に6代目ミスマリンちゃん（小柳歩、大浦育子、美月）がカットインされる演出。
ミスワリン&ミスウリンカットイン
遊パチタイプに搭載。
リーチ成立直後に初代ミスワリンちゃん（砂川英依）とミスウリンちゃん（桃瀬美咲）がカットインされる演出。
裏サメ停止
1図柄と9図柄のダブルリーチの際に中段の中央に裏4が停止する演出。停止すると再始動が発生し、1図柄か9図柄のどちらかでの大当たりとなる。
逆変動
図柄が左側から右側に変動する演出。通常は右側から左側に変動する。
上下段図柄逆変動
変動開始時、上段図柄と下段図柄が左側から右側に変動する演出。
中段図柄逆変動
リーチ成立時、中段図柄が左側から右側に変動する演出。
オール当たりプレミアム
ノーマルリーチ発展時、中段の図柄が全てリーチ図柄に変化する演出。
全回転リーチ
全図柄が揃った状態で変動する演出。図柄が停止する際は、通常は上段・下段・中段の順番で停止するが、全図柄が揃った状態で停止する。
変動全回転
回転開始時から図柄が3つ揃った状態で変動する演出。7図柄が停止する。
ミスマリン全回転
ミドルタイプと桜バージョンに搭載。
背景に6代目ミスマリンちゃんの映像が流れて全回転が発生する演出。「ちゅらシー」が流れる。
夜桜全回転
桜バージョンに搭載。
夜桜を背景にマリンが舞い踊り全回転が発生する演出。画面タッチを促され、タッチするとラウンド数が表示される。タッチした際にサムまたは6代目ミスマリンちゃんが出現すると16ラウンド大当たりとなる。
ブランク図柄クジラッキープレミアム
リーチ成立時、中段のブランク図柄がクジラッキーに変化する演出。クジラブリーと一緒に登場する場合もあるがどちらも大当たり濃厚となる。
リベンジプレミアム
半コマズレハズレ時、直後に画面に映っている全図柄の表情が変化し、中段の図柄が動いて大当たりになる演出。
空動き告知
変動中にハイビスカスランプがかすかに動く演出。
突当たり
リーチが成立したが、リーチ成立を知らせるのボイスが流れずそのまま大当たりになる演出。
オール同図柄プレミアム
変動停止時、上段・中段・下段それぞれに同じ図柄が3つずつ停止する演出。合計で9個出現する。
親子図柄変化プレミアム
リーチ成立時、リーチになった上段図柄と下段図柄、中段の全ての図柄が親子図柄（2図柄、7図柄、8図柄）と単体図柄（1図柄、3図柄、4図柄、5図柄、6図柄、9図柄）が入れ替わる演出。
初代海物語リーチ
珊瑚礁リーチ及びマリンちゃんリーチが、初代『海物語』のグラフィックに変化する演出。
図柄魚群
裏4図柄が図柄魚群に変化する演出。
即当たり
リーチ成立直後に全図柄がバウンドストップして大当たりになる演出。
タッチアイコン変化プレミアム
タッチアイコンに表示されている手の形がピースサインに変化する演出。
ブラックアウトプレミアム
変動中に突如ブラックアウトが発生し画面タッチを促される演出。画面をタッチするとハイビスカスフラッシュが発生し奇数図柄での大当たりとなる。
入れ替わりプレミアム
6図柄の数字が反転して9図柄に変化する演出。3つのパターンがある。
中図柄回転
9図柄のシングルリーチの際に中段に6図柄が停止して、中段の6図柄の数字が反転して9図柄に変化して大当たりになる演出。
上下図柄回転
6図柄のシングルリーチの際に中段に9図柄が停止して、上段と下段の6図柄の数字が反転して9図柄に変化して大当たりになる演出。
リーチ図柄回転
6図柄のシングルリーチの際に発生し、上段と下段の数字が反転して9図柄のリーチに変化する。
ワリンチャンス+マリン
マリンモード専用演出。
ワリンチャンス発展時にマリンが合流する演出。
エイサーリーチ
沖縄モード専用演出。
ミニキャラステップアップ予告のステップ2から発展する場合がある。4人のミニキャラがズームしハイビスカスフラッシュが発生する演出。
オールキャストリーチ
沖縄モード専用演出。
マリン、ワリン、ウリンの3人が出現し、全回転（全図柄が揃った状態で変動）が発生する演出。図柄が停止する際は、通常は上段・下段・中段の順番で停止するが、全図柄が揃った状態で停止する。
背景矛盾演出
遊パチタイプに搭載。
STが決められた回数の消化が終わっても時短に移行せず、そのままSTが続く演出。
3・4・1図柄停止
遊パチタイプと桜バージョンに搭載。
中央列に3・4・1図柄が停止する演出。発生すると大当たり濃厚となる。
カウントダウンストップ予告
遊パチタイプと桜バージョンに搭載。
スペシャル魚群タイム開始のカウントダウン中に背景の色がモノクロに変化し、カウントダウンが停止する演出。

## 大当たりラウンド演出

### 大当たりラウンド突入前
桜チャンス
桜バージョンに搭載。
図柄が揃った直後に突入する昇格演出。マリンが登場し画面タッチを促される演出。画面をタッチして桜フラッシュが発生するとSUPER LUCKYとなる。タッチ後にウリンまたは6代目ミスマリンちゃんが登場するとGREAT LUCKYとなる。マリンの代わりにワリンが登場すれば期待度が高くなる。

### 大当たりラウンド中
ハイビスカスフラッシュチャンス
ミドルタイプでは海モード及び沖縄モード専用演出。遊パチタイプでは全モード共通演出。
通常大当たりのラウンド中に発生する昇格演出。大当たりラウンド中にハイビスカスフラッシュが発生して6代目ミスマリンちゃんがカットインされると確変大当たりに昇格する。
遊パチタイプでは発生すると16ラウンド大当たりに昇格する。
桜フラッシュチャンス
桜バージョンに搭載。
大当たりラウンド中に発生する昇格演出。大当たりラウンド中に桜フラッシュが発生して6代目ミスマリンちゃんがカットインされるとマックスラウンド大当たりに昇格する。
マリンチャンス
マリンモード専用演出。
通常大当たりのラウンド中に発生する昇格演出。7ラウンドに発生する場合がある。ボタンを押して左右どちらかのルートを選択する。左のルートの先には宝箱がある。宝箱を開けて財宝が入っていれば確変昇格となる。金魚群が入っていれば確変昇格及び保留内奇数図柄大当たり濃厚となる。右ルートは画面タッチが促される。画面をタッチしてハイビスカスフラッシュが発生すれば確変昇格となる。6代目ミスマリンちゃんが登場すれば確変昇格となる。
ウリンチャンス
マリンモード専用演出。
マリンチャンス発生時にウリンがマリンを押しのけて乱入することで発生する。発生した時点で確変昇格濃厚となる。画面タッチを促され、画面をタッチするとハイビスカスフラッシュが発生し確変昇格となる。

### 大当たりラウンド終了後
エンディングチャンス
通常大当たり時のエンディング画面で確変が告知される演出。
「いつものラウンド」の場合は、エンディング画面で「もう1回」の文字とともにサムが登場して告知される。
その他の楽曲を選択した場合は、エンディング画面で「もう1回」の文字とともに6代目ミスマリンちゃんのカットインが発生して告知される。
金魚群
大当たりラウンド終了後のエンディング画面で金魚群が出現する演出。保留内で奇数図柄揃いの大当たりが濃厚となる。
ボタンプッシュ予告
大当たりラウンド終了後のエンディング画面でボタンプッシュが促される演出。ボタンを押すと金魚群が出現する。
背景変化
偶数図柄揃いの大当たりでいつものラウンドのエンディング画面での背景に変化が起こる演出。水面が光っている場合や砂浜にカニがいる場合は大当たりの期待度が高くなる。流れ星が発生した場合は確変大当たり濃厚となる。
モード選択
遊パチタイプに搭載。
大当たりラウンド終了後のエンディング画面でモードを選択する演出。ボタンを押して海モード、マリンモード、沖縄モード、ウリンモードのいずれかを選択する。
告知音
遊パチタイプに搭載。
大当たりラウンド終了後のエンディング画面でモードを選択する際に告知音が発生する演出。保留内での大当たりが濃厚となる。
Wボーナス
遊パチタイプに搭載。
大当たりラウンド終了後のエンディング画面にウリンが登場する演出。保留内での大当たりが濃厚となる。

## その他演出
再始動
リーチが外れた際に、中段図柄が再び動き出して大当たりになる演出。ダブルリーチで発生した場合は奇数図柄での大当たりとなる。
昇格スクロール
偶数図柄が揃った直後に図柄が高速に動き出して確変図柄に昇格する演出。
マリンちゃん2段階
マリンちゃんリーチで偶数図柄が揃った直後、マリンが掛け声とともに中段図柄をビンタして再始動が起き、もう片方のリーチ図柄である奇数図柄揃いの大当たりになる演出。
ワリンちゃん2段階
マリンモード及び沖縄モード専用演出。
ワリンチャンス（マリンモード）またはバギーリーチ（沖縄モード）のダブルリーチで偶数図柄が揃った直後、ワリンが掛け声で中段図柄の再始動が起き、もう片方のリーチ図柄である奇数図柄揃いの大当たりになる演出。
ジンベイザメ2段階
マリンモード専用演出。
ジンベイザメリーチのダブルリーチで偶数図柄が揃った直後、中段図柄の再始動が起き、もう片方のリーチ図柄である奇数図柄揃いの大当たりになる演出。
バウンドストップ
ミドルタイプに搭載。時短中専用演出。
チャンス目（同一図柄が非テンパイ形で液晶画面内に3つ停止）が停止した際にチャンス目前兆予告が発生せずに、図柄がバウンドして停止する演出。この演出が発生すると、時短から確変（沖海チャンス）に移行する。
ロングリーチ
ノーマルリーチやスーパーリーチが止まらず長く変動し続ける演出。最長突破当たりに発展する。
法則崩れ
さまざまな予告で発生する。予告なしからスーパーリーチに発展する、魚群予告からノーマルリーチに発展する、大泡予告からスーパーリーチに発展するなどがあり、発生すると大当たり濃厚となる。

## スペシャル魚群タイム
魚群をメインとしたRTC機能を用いた特殊演出モード。1時間に1回の周期で発生する。演出の時間はカウントダウン1分とイベント5分の計6分間で構成されている。スペシャル魚群が発生することで大当たり濃厚となる。
遊パチタイプでは、スペシャル魚群タイム終了後にプレミアムタイムに突入する。プレミアムタイムは通常よりもプレミアム演出発生の可能性が高くなる特殊ゾーンである。5分間継続される。

### 楽曲

#### CR スーパー海物語 IN 沖縄3
| 楽曲                    | ステージ         |
| ----------------------- | ---------------- |
| オーケストラメドレー    | 海中パレードVer. |
| オリジナルメドレー      | 海中パレードVer. |
| 風になりたい            | ハイビスカスVer. |
| 島唄 〜マリン&サムVer〜 | ハイビスカスVer. |

#### CRAスーパー海物語 IN 沖縄3 遊パチ
| 楽曲                 | ステージ         |
| -------------------- | ---------------- |
| オーケストラメドレー | 海中パレードVer. |
| 沖縄民謡メドレー     | 海中パレードVer. |
| 花 〜マリンVer〜     | ハイビスカスVer. |
| アンマー             | ハイビスカスVer. |

#### CRスーパー海物語 IN 沖縄3 桜バージョン
| 順番 | 楽曲                          | ステージ |
| ---- | ----------------------------- | -------- |
| 1    | 桜ちゅらり                    | 吉野背景 |
| 2    | サクラ                        | 吉野背景 |
| 3    | いちごいちえ                  | 民家背景 |
| 4    | 花キラキラ 〜海物語アレンジ〜 | 民家背景 |

## ハイビスカスフラッシュ・桜フラッシュ
画面上部にある役物。変動時の一発告知としての機能を果たしており、演出が発生した時点で大当たり濃厚となる。大当たりラウンド中やエンディング時の昇格演出としても使用されている。一発告知にはショートとロングの2種類があり、ショートは大当たり濃厚、ロングは奇数図柄での大当たり濃厚となる。
桜バージョンでは桜フラッシュという名称になっている。演出に違いは特にない。

## 大当たり・確変・時短

### CRスーパー海物語 IN 沖縄3
確変ループ機となっており、大当たりラウンド終了後は基本的に奇数図柄大当たりだと確変に突入し、偶数図柄大当たりだと100回の時短に突入する。ただし、偶数図柄で当たってもラウンド中にSUPER LUCKYに昇格する場合がある。2ラウンド確変大当たりも搭載されており、3・4・1図柄停止で突入する。2ラウンド確変大当たり終了後は確変（沖海チャンス）に突入する。3・4・1図柄停止直後にハイビスカスフラッシュが発生し16ラウンド確変大当たり（沖海ボーナス）に突入する場合もある。また、時短中でも内部確変になっていることもあり、その場合は時短終了前までに図柄のバウンドストップが発生し確変（沖海チャンス）に突入する。

### CRAスーパー海物語 IN 沖縄3 遊パチ
ST機となっており、大当たりラウンド終了後は必ず5回のSTと時短に突入する。時短の回数は図柄によって異なる。電サポ回数は基本的に奇数図柄が50回で偶数図柄が25回だが、偶数図柄で当たってもLUCKYのまま昇格演出なしで電サポ50回に突入することがある。大当たりラウンド終了後のエンディング画面にて、いつもの3モードまたはウリンモードのどちらかを選択することができる。

### CRスーパー海物語 IN 沖縄3 桜バージョン
ロングST機となっており、図柄が揃うと大当たりラウンドに移行する前に桜チャンスに突入する。奇数図柄で当たった場合はSUPER LUCKY以上が濃厚であり、偶数図柄で当たった場合もSUPER LUCKY以上が当選したり、LUCKYに突入してもラウンド途中でSUPER LUCKY以上に昇格したりすることがある。大当たりラウンド終了後は必ずST（マックスは71回、ライトは31回）に突入する。残り10回転になるとカウントダウンモードに突入する。カウントダウンモード終了後は電チューサポートが無いSTが1回転ある（泣きの1回）。

## プレミアムラウンド

### CRスーパー海物語 IN 沖縄3
- 1回目：いつものラウンド
- 2連荘達成：THE BOOMが歌う「島唄 オリジナルバージョン」
- 3連荘達成：マリンが歌う「海物語 〜Go!Go! SEA STORY〜」
- 4連荘達成：マリンが歌う「ハイサイシーサー」
- 5連荘達成：マリンが歌う「ちゅら海JUMP!!」
- 6連荘達成：マリンが歌う「ちゅらシー」
- 7連荘達成：ウリンが歌う「キラキラ☆彡ハッピー」
- 8連荘達成：マリン（葉月ゆら）が歌う「ラブ☆ダッシュ」

### CRAスーパー海物語 IN 沖縄3 遊パチ
- 1回目：いつものラウンド
- 2連荘達成：マリンが歌う「花」
- 3連荘達成：砂川英依（初代ミスワリンちゃん）が歌う「ワリンっていう女の子を 知っていますか」
- 4連荘達成：マリンが歌う「ちゅら海JUMP!!」
- 5連荘達成：桃瀬美咲（ミスウリンちゃん）が歌う「リトルシスター」
- 6連荘達成：マリンが歌う「アンマー」
- 7連荘達成：ウリンが歌う「キラキラ☆彡ハッピー」

16ラウンド大当たりに昇格するとラウンド途中でロングバージョンの曲（「花」「アンマー」に関しては原曲）に切り替わる。

### CRスーパー海物語 IN 沖縄3 桜バージョン
- 1回目：いつものラウンド
- 2連荘達成：ミスマリ（6代目ミスマリンちゃん）が歌う「サクラ Vacation」
- 3連荘達成：マリンが歌う「サクラ 始まる」
- 4連荘達成：ミスマリ（6代目ミスマリンちゃん）が歌う「ちゅらシー 〜桜Ver〜」
- 5連荘達成：マリンが歌う「ちゅら海JUMP!!」
- 6連荘達成：ウリンが歌う「キラキラ☆彡ハッピー」
- 7連荘達成：マリン（葉月ゆら）が歌う「ラブ☆ダッシュ」
- 8連荘達成：やなわらばーが歌う「サクラ」、「いちごいちえ」、「桜ちゅらり」、「花キラキラ」

## スペック
| 型式                 | 型式                 | HME                                   | ASB                                                                           | XMC（桜マックス）                 | YSB（桜ライト）                 |
| -------------------- | -------------------- | ------------------------------------- | ----------------------------------------------------------------------------- | --------------------------------- | ------------------------------- |
| 特賞種別             | 特賞種別             | デジパチ                              | デジパチ                                                                      | デジパチ                          | デジパチ                        |
| 大当たり確率         | 通常時               | 1/358.120                             | 1/99.902                                                                      | 1/399.610                         | 1/199.805                       |
| 大当たり確率         | 高確率時             | 1/35.812                              | 1/9.990                                                                       | 1/41.903                          | 1/23.515                        |
| タイプ               | タイプ               | ミドル                                | 遊パチ                                                                        | マックス                          | ライトミドル                    |
| 賞球数               | 賞球数               | 3 & 2 & 10 & 13                       | 3 & 2 & 10 & 15                                                               | 3 & 2 & 10 & 13                   | 3 & 2 & 10 & 12                 |
| ラウンド・カウント数 | ラウンド・カウント数 | 16R or 2R・8C                         | 16R or 4R・9C                                                                 | 16R or 12R or 5R・8C              | 16R or 8R or 4R・8C             |
| 大当たりシステム     | 大当たりシステム     | 確変ループ                            | ST                                                                            | ロングST                          | ロングST                        |
| 確変突入率           | 確変突入率           | 65/100（65%）                         | 100/100（100%、ST5回）                                                        | 100/100（100%、ST71回）           | 100/100（100%、ST31回）         |
| 大当たりの内訳       | 上始動口             | 16R確変：49% 2R確変：16% 16R通常：35% | 16R（ST5回+時短95回）：5% 4R（ST5回+時短45回）：60% 4R（ST5回+時短20回）：35% | 16R：33% 12R：33% 5R：34%         | 16R：25.0% 8R：37.5% 4R：37.5%  |
| 大当たりの内訳       | 下始動口             | 16R確変：57% 2R確変：8% 16R通常：35%  | 16R（ST5回+時短95回）：5% 4R（ST5回+時短45回）：60% 4R（ST5回+時短20回）：35% | 16R：33% 12R：33% 5R：34%         | 16R：25.0% 8R：37.5% 4R：37.5%  |
| 大当たり出玉         | 大当たり出玉         | 1550個                                | 16R：2030個 4R：510個                                                         | 16R：1550個 12R：1160個 5R：480個 | 16R：1410個 8R：710個 4R：350個 |
| リミット             | リミット             | なし                                  | なし                                                                          | なし                              | なし                            |
| 電サポ               | 確変                 | 確変大当たり終了後次回まで            | 大当たり終了後ST5回                                                           | 大当たり終了後ST71回              | 大当たり終了後ST31回            |
| 電サポ               | 時短                 | 通常大当たり終了後100回               | ST終了後95回・45回・20回                                                      | なし                              | なし                            |
| 保留の数             | 保留の数             | 上始動口4個+下始動口4個               | 上始動口4個+下始動口4個                                                       | 上始動口4個+下始動口4個           | 上始動口4個+下始動口4個         |
| 保留の優先消化       | 保留の優先消化       | 下始動口優先                          | 下始動口優先                                                                  | 下始動口優先                      | 下始動口優先                    |